# اولاسای
اولاسای (به ایتالیایی: Ulassai) یک کومونه در ایتالیا است که در استان نیورو واقع شده‌است. اولاسای ۱۲۲٫۲ کیلومتر مربع مساحت و ۱٬۵۰۷ نفر جمعیت دارد و ۷۷۵ متر بالاتر از سطح دریا واقع شده‌است.